# Appelscha
Appelscha (westfriesisch Appelskea) ist ein friesisches Dorf in der Gemeinde Ooststellingwerf (Niederlande) mit 4.940 Einwohnern (Stand 1. Januar 2024). Der Ort liegt am Rande des Nationalparkes Drents-Friese Wold und hat elf Rijksmonumente.

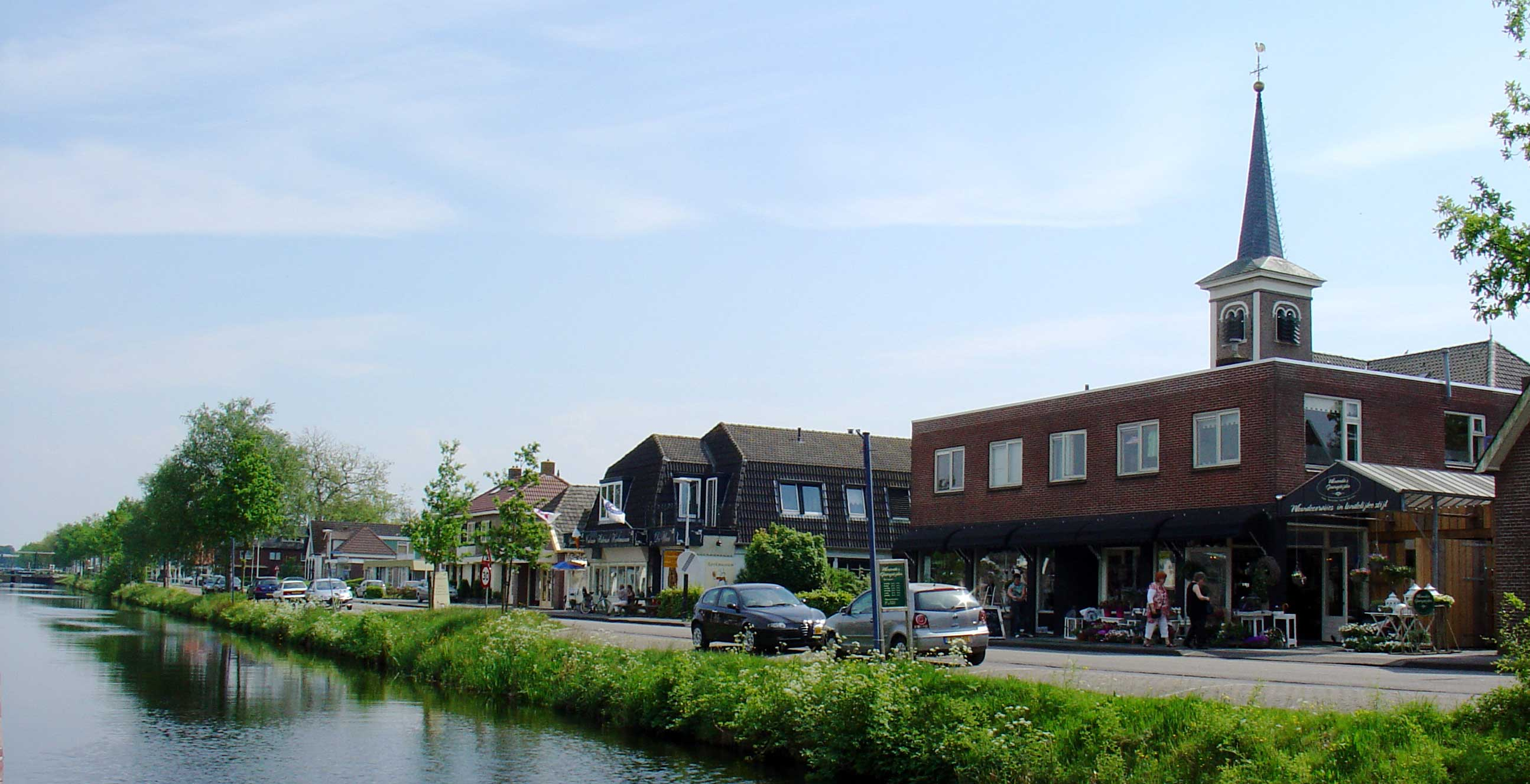
Appelscha

## Geschichte
In Urkunden des Hochstifts Utrecht (niederländisch: Sticht Utrecht, auch: Aartsbisdom Utrecht) wurde das Dorf „Appels“ erstmals 1247 erwähnt, Es bestand aus einer geringen Anzahl Bauernhöfe und den Weilern „Aekinga“, „Terwisseha“ und „De Bult“. Um 1450 wurden zum Schutze der Äcker Deiche angelegt, um dem Wasser aus den Moorböden zu wehren.
Das heutige Dorf entstand um 1827 mit dem Zuzug von Tausenden Arbeitern, welche dringend zur Moorkolonisierung (niederländisch: Turfwinning oder Vervening) gebraucht wurden. Die erbärmlichen Arbeits- und Lebensbedingungen der Arbeiter führten 1888 zu einem großen Streik, dem weitere folgten. Sie waren ein Höhepunkt der anarchistischen Bewegung in den Niederlanden. Appelscha galt seither als Hochburg von radikalem Sozialismus und Anarchismus.
In der Nähe von Appelscha, auf dem heutigen Campingplatz „Ter Vrijheidsbezinning“, werden seit 1933 die Pinksterlanddagen gehalten.

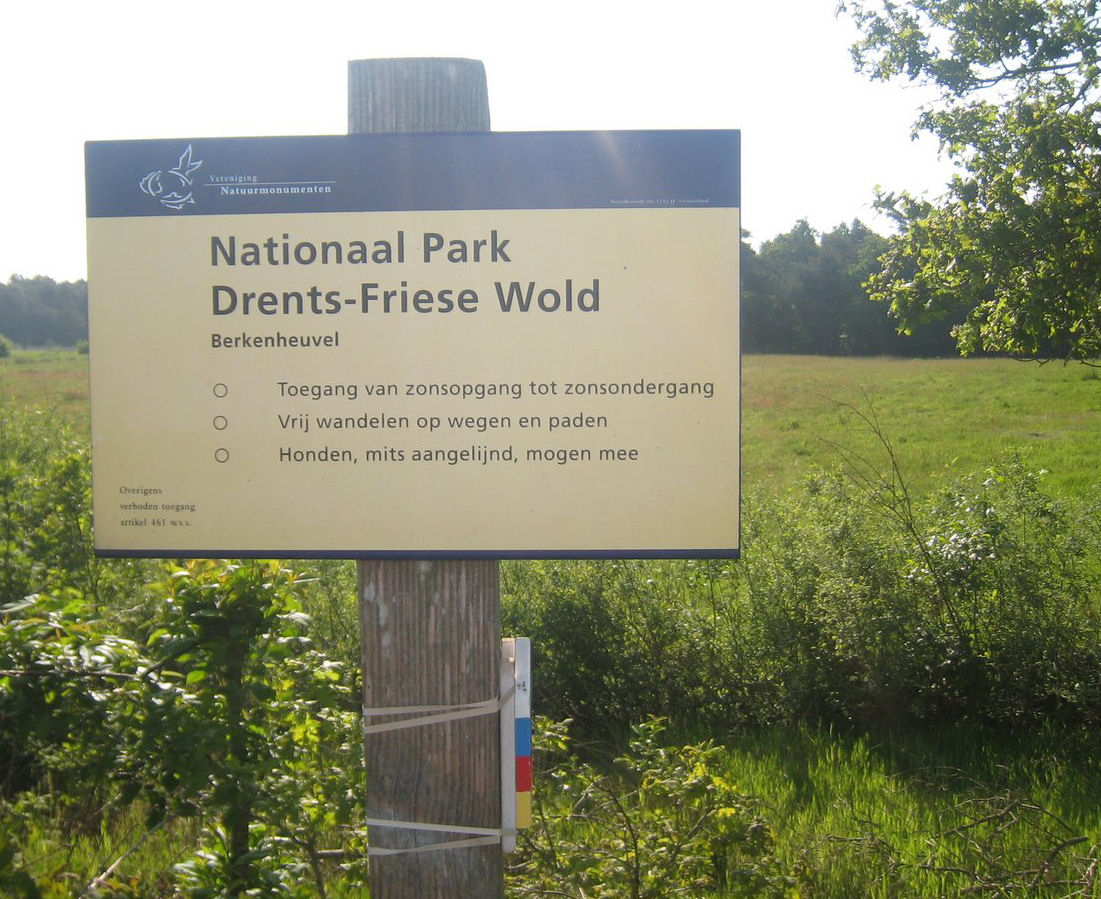
Eingangsschild

Appelscha liegt an der Grenze eines großen Waldgebietes (Bosgebiet) von rund 4000 Hektar mit kleinen Seen und Heidegebiet. Der Drents-Friese Wold entstand um 1900 mit Weideland, Waldgebiet und Ackerland. Heute ist das Dorf vor allem bekannt als Touristenort mit dem Nationalpark in dem Kinderaktivitäten, Lesungen, Büchermärkte, Freilufttheater, Workshops, Wanderungen, Video- und Musikvorstellungen stattfinden. Darüber hinaus gibt es Golf- und Tennisanlagen sowie Straßenmärkte.

## Sehenswürdigkeiten
Informationen über die Sehenswürdigkeiten in Appelscha vom „Rijksdienst voor het Cultureel Erfgoed“:
- Brückenwärterwohnung[8]
- Bauernhof[9]
- Wohnhaus[10]
- Kirchengebäude[11]
- Wohnhaus[12]
- Laboratorium[13]
- Grenzmarkierung[14]
- Schleusenwärterhaus[15]

## Geboren in Appelscha
Bekannte Persönlichkeiten:
- Jan Herder (1889–1978), Kommunist, Politiker und Publizist
- Anne Vondeling (1916–1979), Politiker (PvdA)
- Dragan Bakema (* 1980), Schauspieler
- Johnny de Vries (* 1990), Fußballspieler

## Weiterführende Literatur
- Rinze Lenstra: Appelscha door de eeuwen heen. Noordboek: Gorredijk 2020, ISBN 978-90-5615-681-7.
- T. H. Oosterwijk, Notities uit de Geschiedenis van de Ooststellingwerfse dorpen, ISBN 90-6466-044-1.
- Gerard Schuur, Appelscha, Geschiedenis van het vooroorlogse radicaal socialisme en anarchisme in Appelscha. Stichting Stellingwarver Schrieversronte, Oosterwolde 1996, ISBN 90-6466-082-4.
- Ronald Stenvert: Fryslân. Monumenten in Nederland, Teil 6. Uitgever Waanders, Zwolle 2000, ISBN 90-400-9476-4.